# AR-18
ArmaLite AR-18 là một dòng súng trích khí cỡ nòng dùng đạn 5,56 × 45mm NATO. AR-18 được thiết kế tại ArmaLite ở California bởi Arthur Miller, Eugene Stoner, George Sullivan và Charles Dorchester vào năm 1963 như là một thay thế cho thiết kế ArmaLite AR-15, vừa được quân đội Hoa Kỳ chọn là M16. Một phiên bản bán tự động được gọi là AR-180 sau đó đã được sản xuất cho thị trường dân sự. Mặc dù AR-18 chưa bao giờ được sử dụng làm súng trường tiêu chuẩn của bất kỳ quốc gia nào, giấy phép sản xuất của nó đã được bán cho các công ty ở Nhật Bản và Vương quốc Anh, và nó được cho là đã ảnh hưởng đến nhiều vũ khí sau này như SA80 của Anh, SAR-80 và SR-88 của Singapore, Súng trường chiến đấu thích ứng của Mỹ, FN F2000 của Bỉ, Howa Type 89 của Nhật Bản và Heckler và Koch G36 của Đức.

## Lược sử
Ngay sau khi thông qua tiêu chuẩn đạn 7,62 × 51mm NATO cho súng trường M14 vào năm 1957, cơ quan Continental Army Command (CONARC) của Lục quân Hoa Kỳ bắt đầu đặt ra một yêu cầu thiết kế một loại súng có cỡ nòng nhỏ, tốc độ cao (small-caliber, high-velocity, SCHV) như một phần  của chương trình nghiên cứu hiện có của quân đội, dự án SALVO. ArmaLite và Winchester Arms đã được CONARC yêu cầu cung cấp một mẫu súng trường tự động nguyên mẫu có tốc độ bắn cao sử dụng đạn cỡ.22. Thiết kế ArmaLite AR-15 thực chất là phiên bản thu nhỏ của thiết kế AR-10 cỡ nòng 7.62mm, vốn xuất hiện quá muộn để trở thành đối thủ nặng ký chống lại M14 khi được Lục quân Hoa Kỳ áp dụng. Đối thủ của nó là Súng trường hạng nhẹ Winchester.224, một thiết kế nguyên mẫu carbine "Carbine" Williams sử dụng đạn.22 tương tự, nhưng không thể hoán đổi với,.223 Remington (5,56 × 45mm). Trong các thử nghiệm kéo dài của quân đội Hoa Kỳ về AR-15, chủ sở hữu công ty của ArmaLite, Fairchild về cơ bản đã từ bỏ thiết kế và bán quyền sản xuất AR-15 cho Colt. Fairchild cũng tách ArmaLite thành một công ty độc lập, cho phép các chủ sở hữu mới mua tất cả các thiết kế của công ty ngoại trừ AR-10 và AR-15. Khi quân đội Hoa Kỳ cuối cùng đã chọn AR-15 làm M16, ArmaLite không còn có thể thu lợi từ việc áp dụng nó.
Armalite AR-16 xuất hiện vào cuối những năm 1950. AR-16, súng trường cỡ đạn 7.62mm NATO, là thiết kế cuối cùng của Eugene Stoner cho ArmaLite. AR-16 và tiền thân của nó, AR-12 được Stoner thiết kế để đáp ứng yêu cầu của các lực lượng quân sự của các quốc gia nhỏ hơn, kém phát triển hơn đối với một mẫu súng trường quân sự ít tốn kém nhưng hiện đại, không giống AR-10 và AR-15, có thể được sản xuất với giá rẻ bằng kim loại dập tiện gia công. AR-12 ban đầu có hệ thống trích khí trực tiếp (DI), nhưng nó đã được đổi thành piston trích khí ngắn thông thường hơn trong AR-16 sau khi ArmaLite bán quyền sản xuất cho hệ thống DI cho Colt Firearms.  AR-16 có nòng ngắn 15 inch, báng gỗ có bản lề và trọng lượng rỗng 8,75 pound; chỉ có ba mẫu được lắp ráp.  Eugene Stoner rời ArmaLite vào năm 1961, ngay trước khi Fairchild thoái vốn khỏi quyền sở hữu.
Sau đó, việc áp dụng AR-15 của quân đội Hoa Kỳ đã mang lại tính hợp pháp cho hộp đạn 5,56mm của nó và ArmaLite đã tìm cách phát triển một thiết kế cạnh tranh trong cỡ đạn 5,56mm mà không vi phạm thỏa thuận cấp phép Colt. Khi Stoner ra đi, hãng đã quyết định thu nhỏ AR-16, và nhà thiết kế chính mới của ArmaLite, Arthur Miller, bắt tay vào dự án. Thiết kế 5,56mm kết quả xuất hiện vào năm 1963 và được đặt tên là AR-18. Miller sau đó đã nhận được Bằng sáng chế Hoa Kỳ số 3.246.567 cho súng trường vào năm 1969.

## Xây dựng và thiết kế
Nhìn chung, súng trường AR-18 mới mang không nhiều thiết kế cách mạng so với các thiết kế ArmaLite trước đó, mặc dù nó sử dụng kết cấu thép dập mới từ người tiền nhiệm AR-16. Mặc dù đã được người Đức tiên phong trong Thế chiến thứ hai về thiết kế các vũ khí như MP44, và sau đó là Liên Xô trong việc sử dụng công nghệ thép dập cho sản xuất AKM, việc sử dụng công nghệ kim loại dập và hàn vẫn chưa phổ biến trong việc chế tạo súng trường quân sự ở phương Tây vào đầu những năm 1960, cho đến lúc đó, phần lớn vẫn giữ lại việc sử dụng các vật rèn gia công truyền thống. So với sự tinh vi của AR-15, AR-18 phải đối mặt với sự chỉ trích về cấu trúc dập và hàn của nó, có dung sai lớn hơn đáng kể trong các bộ phận phù hợp. Tuy nhiên, súng tỏ ra đáng tin cậy và rất chính xác ở tất cả các phạm vi lên tới 460 mét (500 thước Anh). Cấu trúc đơn giản của nó hứa hẹn sẽ giảm đáng kể chi phí sản xuất và cho phép nó được sản xuất tại địa phương trên các máy móc kém tiên tiến hơn, có khả năng giảm sự phụ thuộc vào các nhà sản xuất nước ngoài.  Ngoài ra, cơ chế hoạt động piston trích khí của AR-18 tỏ ra có khả năng chống chịu muội thuốc súng cao hơn nhiều so với hệ thống trích khí trực tiếp của súng trường AR-10 và AR-15 trước đó, vì nó không thổi khí và muội khói trực tiếp vào máy súng.
Hoạt động của AR-18 được thực hiện bởi piston trích khí ngắn phía trên nòng súng. Piston có thiết kế 3 phần để thuận tiện cho việc tháo lắp. Bộ phận khóa nòng có cấu hình tương tự AR-15 với 7 chốt khóa xuyên tâm khớp với các hốc tương ứng trong phần mở rộng nòng súng, và bộ chiết thay cho chốt thứ 8. Khóa nòng được di chuyển vào và ra khỏi vị trí khóa thông qua một chốt cam gắn một khe xoắn ốc trong bộ phận mang khóa nòng, trượt trên hai thanh dẫn kim loại (mỗi thanh có lò xo hồi vị riêng) thay vì tiếp xúc với thành máy súng. Thiết kế nhỏ gọn của AR-18 cho phép sử dụng báng súng gập bên với cơ chế bản lề (được chứng minh là không đủ cứng chắc).
Thước ngắm và điểm ngắm của AR-18 gần tương tự như của AR-15, tuy nhiên nó được đặt ở vị trí thấp hơn do không có quai xác như AR15.
Các băng đạn của AR-18 có thiết kế độc quyền hoàn toàn mới và khác với AR-15. Các băng đạn ban đầu được sản xuất bởi ArmaLite và Howa là bằng hợp kim nhôm anot hóa màu xám với một số phần bằng nhựa màu đen và có sức chứa 5 và 20 viên. (Băng đạn 5 viên giống như loại của Colt AR-15 Sporter, chỉ là một băng đạn 20 viên có một khóa chặn chỉ cho nạp được 5 viên.) Chúng không tương thích với băng đạn của AR-15. Sau đó, Sterling đã sản xuất các băn đạn bằng thép tráng men màu đen với sức chứa 20, 30 và 40 viên và có thể dùng chung với AR-15. Tuy nhiên, AR-18 / AR-180 không thể sử dụng các băng đạn STANAG 20 hoặc 30 viên của Colt AR-15 / M16. Một số phụ kiện cho phép chuyển đổi các băng đạn AR-15 / M16 để dùng cho AR-18, tuy nhiên chúng khá phức tạp và dễ gây ra hỏng hóc.
AR-18 cũng được thiết kế để sử dụng các phụ kiện tiêu chuẩn tương tự như M16. Nó đã sử dụng một loại loa che lửa đầu nòng tương tự như loại được sử dụng trên các mẫu M16 đầu tiên. Về sau, nó được thay bằng loại "birdcage" sử dụng trên M16A1. Nó có thể gắn lưỡi lê M-7 tiêu chuẩn, dù nó không có sẵn để bán thông qua ArmaLite. Súng trường AR-180 do Howa sản xuất muộn hơn đã được bổ sung các tab kim loại mở rộng thông qua các chốt lắp để ngăn chặn điều này. Một bản sao bằng nhựa của bipod kim loại gập cố định được phát hành với M-16 đầu tiên đã có sẵn và được đựng trong một hộp bảo vệ tương tự. Người dùng AR-180 không hài lòng khi mua một bipod không thể điều chỉnh được làm bằng nhựa nhiệt rắn nên rất ít được bán, làm cho nó trở thành một phụ kiện hiếm ngày nay.
Nhìn chung, thiết kế đơn giản và hiệu quả với một số điểm nhấn thông minh; ví dụ, cụm thanh dẫn hướng khóa nòng trong máy súng, các chốt cố định lò xo đẩy về... Việc tháo lắp có phần giống với AR-15, với các bộ phận hở ra khi súng được mở về phía trước.

## Sản xuất

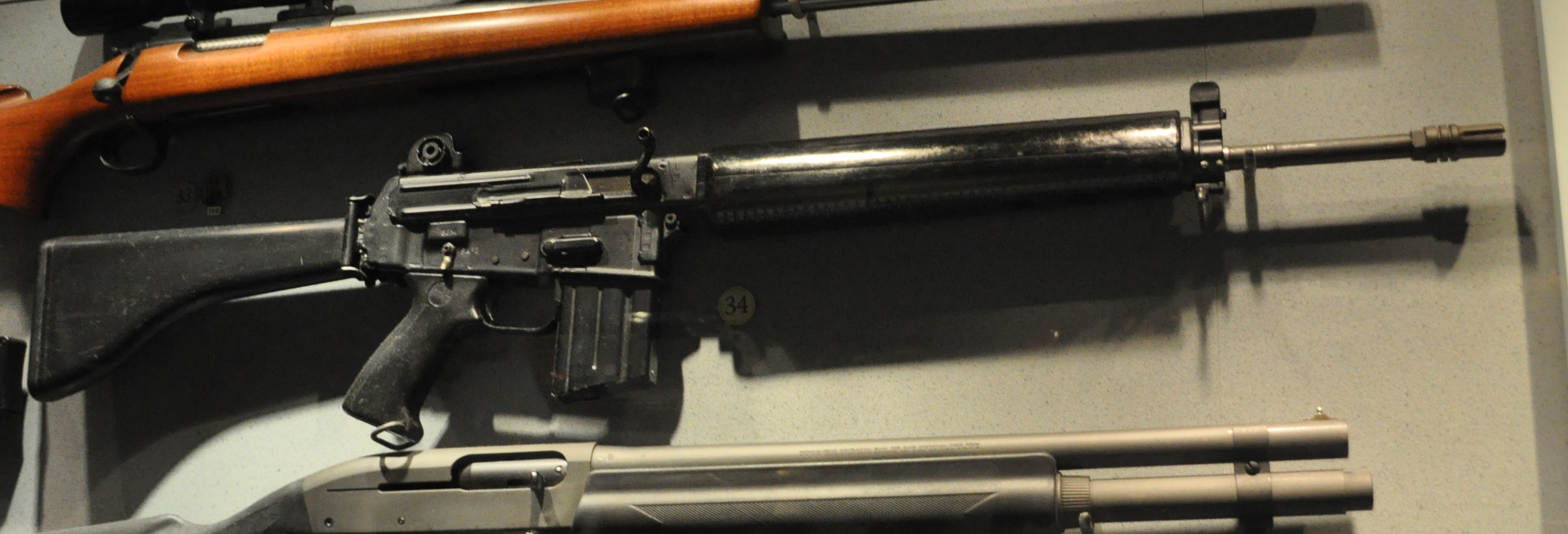
Một khẩu súng AR-180 của Sterling được trưng bày tại Bảo tàng Súng Quốc gia

AR-18 được đưa vào sản xuất giới hạn tại cửa hàng máy móc và văn phòng của ArmaLite ở Costa Mesa, California. Một phiên bản bán tự động của AR-18 được gọi là AR-180 sau đó đã được sản xuất cho thị trường dân sự từ năm 1969 đến năm 1972. ArmaLite không bao giờ được trang bị để chế tạo vũ khí nhỏ trên cơ sở sản xuất và súng trường Costa Mesa AR-18 và AR-180 thường xuyên cho thấy bằng chứng về việc lắp tay. Giấy phép sản xuất đã được cấp cho Nederlandsche Wapen-en Munitiefabriek (NWM) của Den Bosch, Hà Lan, nhưng nghi ngờ rằng bất kỳ khẩu súng trường AR-18 nào thực sự được sản xuất ở đó. Giấy phép sản xuất AR-18/180 sau đó được bán cho Công ty máy móc Howa của Nhật Bản và súng trường được sản xuất từ năm 1970 đến năm 1974, khi chính phủ Nhật Bản kiểm soát xuất khẩu vũ khí quân sự mới buộc công ty phải ngừng tất cả sản xuất vũ khí nhỏ.  Giữa năm 1975 và 1978, đã có một thời gian tạm dừng sản xuất khi ArmaLite đang hoàn tất thỏa thuận với Công ty Sterling Armaments để sản xuất súng trường theo giấy phép. Từ năm 1979 đến năm 1985, Công ty Vũ khí Sterling của Dagenham, Essex, ở Anh đã sản xuất AR-18 và AR-180.  Năm 1983, ArmaLite đã được bán cho Eslico Tool & Sản xuất Philipines, người dự định sẽ chế tạo AR-18 để thay thế cho M16A1 do giấy phép sản xuất sau đó phục vụ cho Lực lượng Vũ trang Philippines. Kết quả là, việc sản xuất đã dừng lại vào năm 1985 khi dụng cụ được gửi đến Philippines. Vào giữa năm 1968 ArmaLite đã thiết lập sản xuất thử nghiệm trong nhà máy Costa Mesa sản xuất 1.171 AR-18 và 4.018 AR-180 trong khoảng thời gian từ 1969 đến 1972. Howa đã sản xuất 3.927 khẩu AR-180 từ năm 1970 đến 1974.    Sterling đã sản xuất 12.362 AR-180 từ năm 1979 đến 1985. Tổng cộng, chỉ có 21.478 chiếc AR-180 được sản xuất trong 16 năm sản xuất từ năm 1969 đến 1985.

## Sử dụng
Không giống như AR-15 / M16, AR-18 không đạt được thành công về doanh số và không bao giờ được bất kỳ quốc gia nào chính thức sử dụng làm súng trường tiêu chuẩn của họ. Lý do cho điều này là không rõ ràng, nhưng có thể có liên quan đến mức độ phổ biến hiện có của AR-15 / M16, cũng như sự cần thiết phải thử nghiệm và đánh giá thêm các loại súng trường do Costa Mesa sản xuất, vẫn còn trong giai đoạn nguyên mẫu tiên tiến. AR-18 được mua để thử nghiệm đánh giá bởi các lực lượng vũ trang khác nhau, bao gồm Hoa Kỳ (1964) và Vương quốc Anh (1966). Các mẫu này đã gặp nhiều trục trặc trong các thử nghiệm đánh giá của các quốc gia khác nhau. Trong các thử nghiệm của Hoa Kỳ tại Aberdeen Proving Ground vào năm 1964, chức năng của AR-18 đã được tìm thấy thay đổi rất nhiều sau nhiều phát bắn. Hội đồng đánh giá kết luận rằng trong khi thiết kế cơ bản của AR-18 là ổn, nó yêu cầu sửa đổi nhỏ và thay đổi để cải thiện độ an toàn và độ tin cậy trước khi có thể được coi là sử dụng làm súng trường tác chiến.  Bộ Quốc phòng Anh (MOD) đã thử nghiệm AR-18 vào tháng 3 năm 1966 và thấy thiết kế không đạt yêu cầu về hiệu suất trong các thử nghiệm bùn và cát. ArmaLite đã thực hiện một số sửa đổi sản xuất nhỏ đối với thiết kế bắt đầu vào năm 1965 và Lục quân  Hoa Kỳ được chỉ đạo đánh giá lại AR-18 vào cuối năm 1969. Thử nghiệm được tiến hành tại Khu vực Chứng minh Aberdeen, được thực hiện bởi các nhân viên kho vũ khí và Hội đồng Bộ binh tại Fort Benning, Georgia. Tuy nhiên, các quan chức mua sắm Mỹ không quan tâm đến việc mua thêm súng cỡ nòng 5,56 mm.  Một số thiếu sót đã được liệt kê và cơ quan thử nghiệm tuyên bố rằng, mặc dù AR-18 có tiềm năng quân sự, nó cần phát triển hơn nữa. Năm 1968, không hài lòng với những nỗ lực tiếp thị AR-18, Arthur Miller rời ArmaLite.
Thay vào đó, AR-180 được bán trên thị trường dân sự, trong khi AR-18 được bán với số lượng nhỏ cho cảnh sát và các tổ chức thực thi pháp luật, cũng như quân đội và lực lượng an ninh của các quốc gia như Botswana, Haiti, Malaysia  và Swaziland. Ngoài ra, bằng một số con đường khác, súng được chuyển đến cho các nhóm bán quân sự, như Quân đội Cộng hòa Ailen lâm thời (IRA) ở Bắc Ireland, (xem thêm nhập khẩu vũ khí IRA tạm thời). Súng trường ArmaLite trong nhiều năm là vũ khí nguy hiểm nhất có sẵn cho IRA. Vì lý do này, nó đã trở thành một biểu tượng mang tính biểu tượng trong phong trào đó. Bản ballad " Little Armalite " của đảng Cộng hòa kể về cách AR-18 thay đổi vận may của tổ chức trong cuộc xung đột với Anh. Công ty Armalite được cho là đã mua 1000 khẩu copy để nhân viên bán hàng của mình phân phối. Chiến lược chính trị của đảng Cộng hòa trong các chiến dịch chính trị và bán quân sự song song của thập niên 1980 cũng được đặt tên theo " chiến lược thùng phiếu và Armalite".

## Biến thể

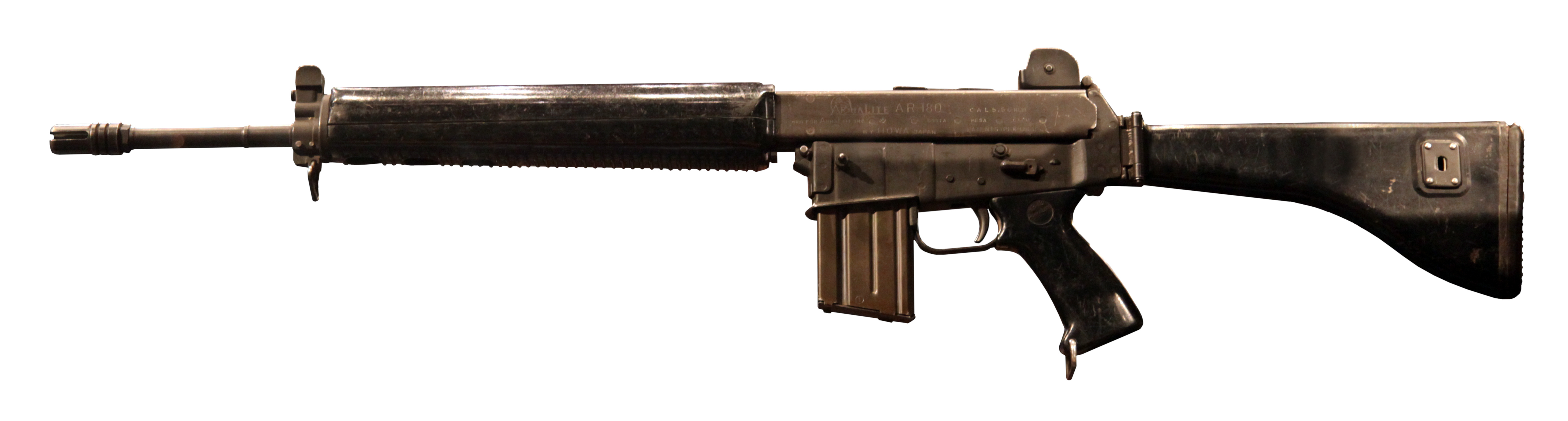
Biến thể AR-180 do Howa chế tạo

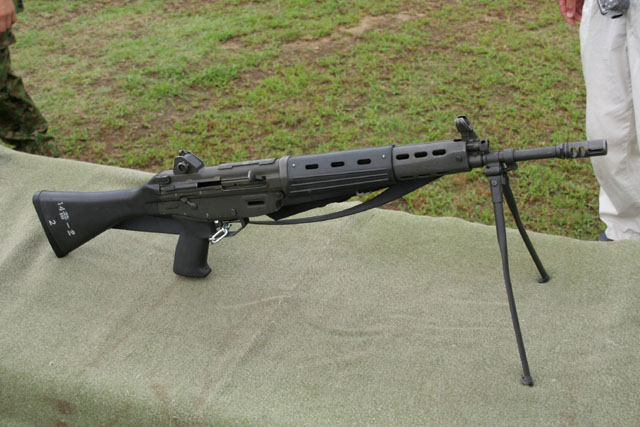
Súng trường Howa Type 89 của Nhật Bản cũng là một phần của biến thể AR-18

Các phiên bản AR-18 tiêu chuẩn được sản xuất bởi ArmaLite, Howa và Sterling chỉ khác nhau ở các chi tiết nhỏ. Súng trường ArmaLite và Howa có lớp phủ màu xám satin, trong khi súng trường Sterling có hai lớp; Số sê-ri S15001 đến S20000 có lớp sơn màu đen bóng. Bắt đầu với số sê-ri S20001, một kết thúc mờ được sử dụng cho phần còn lại của sản xuất.    Súng trường thường được trang bị dây đeo, bộ dụng cụ làm sạch và lưỡi lê loại dao có bao. Một bipod tùy chọn với một trường hợp đã có sẵn.
AR-180 chỉ có khả năng bắn bán tự động và có hình dáng bên ngoài giống hệt với AR-18 với một ngoại lệ; khóa chọn chỉ có hai vị trí, bỏ qua vị trí "AUTO" thứ ba có trên AR-18. Có sự khác biệt nhỏ giữa các biến thể; để chọn chế độ "FIRE" trên phiên bản Howa, cần gạt phải được xoay 180 độ so với "SAFE" để nó hướng về phía mũi súng, trong khi trên phiên bản của Sterling, vị trí "SEMI" nằm ở 90 độ với vị trí "SAFE" với cần gạt chỉ xuống.    Đến khi kết thúc quá trình sản xuất AR-180 tại cửa hàng Costa Mesa của ArmaLite vào năm 1972, một số loại súng AR-18 không sử dụng đã được sử dụng để lắp ráp AR-180. Vị trí "SEMI" và "AUTO" đã được loại bỏ và vị trí "AUTO" được dán nhãn lại "FIRE". Cần gạt trên các súng trường cụ thể này sẽ phải được xoay 180 độ từ "SAFE" đến "FIRE" giống như vị trí của phiên bản do Howa sản xuất. 
Sterling đã tạo ra một biến thể thể thao AR-180 được gọi là "Sharpshooter". Nó giống hệt với AR-180 thông thường, ngoại trừ nó đi kèm với vỏ cao su đen cho tay cầm và báng súng. Vỏ forend đã mang lại cho người bắn một bề mặt bám tích cực và báng súng có một miếng đệm má để giúp xạ thủ thuận tiện hơn khi ngắm bắn.
Sterling đã sản xuất một số lượng nhỏ các biến thể thể thao được gọi là AR-180 SCS, trong đó chỉ có 385 chiếc được cho là đã được sản xuất.
Sterling cũng sản xuất số lượng nhỏ của một phiên bản ngắn, AR-18S. Phiên bản này sử dụng cơ chế cơ bản tương tự và gập báng, nhưng có chiều dài khoang súng chỉ 257 mm (10,1 in) và  tổng thể 765 mm (30,1 in) với báng mở rộng.
Sterling cũng đã lên kế hoạch đưa ra thị trường phiên bản súng ngắn của AR-18S để bổ sung cho AR-180 tiêu chuẩn, được gọi là AR-180SP. Một nguyên mẫu AR-180SP đã được hoàn thành và nộp cho ATF vào năm 1982 để xác định xem nó có phù hợp để nhập khẩu hay không, nhưng không biết liệu nó có được chấp nhận để nhập khẩu hay không nếu có thêm ví dụ nào được nhập ngoài nguyên mẫu đơn độc gửi đến ATF.
Một mẫu kính ngắm 2,75 × 20 mm đã có sẵn nhưng rất ít được bán. Các mẫu sản xuất sớm được đánh dấu bằng mét chứ không phải yard và có một mặt kẻ ô khác nhau. Giá đỡ cũng có thể được sử dụng với các phạm vi khác nếu chúng có ống có đường kính 1 inch.
- AR-18 - Súng trường tấn công
- AR-180 - Súng trường thể thao bán tự động
- AR-180 SCS - Súng trường thể thao bán tự động với báng gỗ
- AR-18S - Carbine ngắn bán tự động
- AR-180SP - súng lục bán tự động
- AR-18 LSW - Nguyên mẫu vũ khí hỗ trợ hạng nhẹ (LSW) với khả năng thay đổi nòng súng nhanh chóng và hoàn thành chuyển đổi cỡ nòng thành 7.62x39mm

## Bên sử dụng
- Botswana[29]
- Nhật Bản – Produced as Howa Type 89 assault rifle.
- Malaysia – Used during Communist insurgency war.[21]
- Swaziland[22]
- United Kingdom – Used for trial purpose only.
- Hoa Kỳ – Used for trial purpose only.